# Военный институт Вооружённых сил Кыргызской Республики
Военный институт Вооружённых сил Кыргызской Республики имени Героя Советского Союза генерал-лейтенанта К. Усенбекова — высшее военное учебное заведение Кыргызстана, которое готовит младших офицеров для Министерства обороны, Внутренних войск, Государственной пограничной службы, МЧС и Государственной службы исполнения наказания (ГСИН). Расположено в городе Бишкек, также с 2009 года открыт филиал в городе Ош.

## История
В декабре 1941 года в Киргизию была переброшена Одесская военная авиационная школа пилотов. 3 января 1942 года состоялся первый выпуск курсантов-пилотов. Большинство выпускников этой школы были отправлены на формирование 651-го истребительного авиационного полка, который участвовал в обороне Сталинграда. В годы Великой Отечественной войны Фрунзенская школа пилотов подготовила более 1500 лётчиков.
В августе 1945 года школа пилотов была переименована в «Одесское военное училище лётчиков истребительной авиации ПВО Красной Армии». 15 мая 1947 года училище было принято в систему военных вузов ВВС СССР и переведено на полковую систему. В июне 1947 года училище было переименовано во Фрунзенское Военное училище лётчиков ВВС СССР. В период с 1945 по 1947 годы училище подготовило 2573 лётчика-истребителя. А с 1952 по 1957 годы 1164 лётчика освоили реактивные самолёты.
20 декабря 1956 года в училище поступили первые 15 иностранных курсантов. За период с 1956 по 1992 годы на пятых центральных курсах подготовки и переподготовки авиационных кадров было подготовлено 21 682 человека по 10 авиационным специальностям.
В 1991 году, после обретения независимости Кыргызстана, училище начало также подготовку кадров для сухопутных войск. В 1995 году Фрунзенское училище было переименовано в Бишкекское военное авиационное лётно-техническое училище. С 1995 по 2000 годы Училище подготовило 535 офицеров (лётного и технического состава) и 53 офицера для сухопутных войск.
В 2000 году указом президента КР Авиационное училище переименовано в Бишкекское Высшее военное училище. А в 2005 году было присвоено имя Героя Советского Союза генерал-лейтенанта К. Усенбекова. В 2009 году часть училища передислоцировалось в г. Ош. В том же году было переименовано в Высший Военный Институт Вооружённых сил.

## Обучение

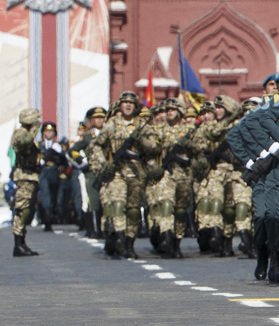
Курсанты Военного института Вооружённых сил КР на июньском Параде Победы 2020 года

В 2010 году институт перешёл с 4-х летней программы обучения на 5-годичную (10 семестров). Курсанты обучаются на 7 кафедрах.
Кафедры:
- Тактической подготовки
- Технической подготовки
- Огневой подготовки
- Гуманитарных дисциплин
- Физической подготовки и спорта
- Естественных наук
- Лингвистики (изучение киргизского, русского, английского, немецкого, французского и турецкого языков.

По окончании института курсанты получают звание «лейтенант» и имеют квалификацию «Инженер по эксплуатации автомобильной и бронетанковой техники», по специальности «Командная тактическая подготовка мотострелковых и танковых войск». Также выпускники имеют гражданскую специальность «Управление персоналом».
Во время обучения курсанты состоят на полном государственном обеспечении. Курсанты получают ежемесячное денежное содержание, а отличники также — именную стипендию министерства обороны. Ежегодно курсанты, хорошо знающие иностранные языки, проходят стажировки в Великобритании, США и Турции.
См. также Выпускники Одесской военной авиационной школы пилотов.

## Интересные факты
- Выпускники Фрунзенской школы пилотов, лётчики Надеев, Ершов, Федюшкин, Макаров и другие получили звания Героя Советского Союза. Надеев получил звание посмертно, 5 августа 1942 года он направил свой самолёт И-153 на немецкий Фокке-Вульф 187.
- В Авиационном училище г. Фрунзе обучались: президент Сирии в 1971—2000 годах Хафез Асад, президент Египта в 1981—2011 годах Хосни Мубарак, командующий ВВС Мозамбик[когда?] Ахмед Хусейн, командующий ВВС Индии[когда?] — маршал авиации Дильбах Сингх, командующий ВВС ЮАР с 2012 года Фабиан Мсиманг и многие другие[1][2].